# Juarez Morais de Azevedo
Juarez Morais de Azevedo (Muriaé, 21 de maio de 1954)  é um juiz de Direito aposentado e político brasileiro. A maior parte de sua trajetória na magistratura foi vivida em Nova Lima, cidade na região metropolitana de Belo Horizonte, onde atuou, por 25 anos, como juiz titular da Vara Criminal e da Infância e da Juventude. 
O magistrado foi um dos responsáveis pela criação da Associação de Proteção e Assistência ao Condenado (APAC) de Nova Lima. Por sua atuação no programa de humanização da pena e seu trabalho pela recuperação e reinserção social de condenados pela justiça, Juarez Azevedo recebeu premiações nacionais, como a menção honrosa do Instituto Innovare (2011) e o título de Personalidade do Ano, no Prêmio Bom Exemplo 2016, concedido pela Globo Minas, Jornal O Tempo, Federação das Indústrias do Estado de Minas Gerais e Fundação Dom Cabral.

## Biografia
Nascido e criado em Muriaé, Juarez Azevedo saiu da cidade quando foi estudar Direito, na Universidade Federal de Juiz de Fora.
Em 1978, o então advogado se tornou delegado de Polícia Civil de Minas Gerais e atuou em várias cidades mineiras como Uberaba, Teófilo Otoni, Cataguazes e Varginha.
Dez anos depois, em 1988, Juarez de Azevedo foi aprovado para o cargo de juiz de Direito e, em 1991, passou a atuar na Vara Criminal e da Infância e da Juventude de Nova Lima. 
Em 2003, o magistrado foi um dos responsáveis pela construção da APAC de Nova Lima, que ganhou uma unidade feminina em 2016. O método aplicado nas unidades é considerado referência pelo alto índice de recuperação dos presos, cerca de 92%.  

## Decisões notórias
Dr. Juarez Morais de Azevedo fez parte do Conselho de Sentença que, em setembro de 2012, condenou a 36 anos e 9 meses Marcos Antunes Trigueiro, o maníaco de Contagem, pela morte de Edna Cordeiro de Oliveira Freitas. O crime ocorreu em 2009, em Nova Lima.  
Em 2014, o juiz foi responsável pelo julgamento de um processo com desfecho pouco comum. Um casal que criava uma criança desde o nascimento, devido à morte da mãe, entrou com o pedido de adoção. Na decisão, Juarez determinou que os nomes dos pais de criação constassem no registro, sem substituir o nome da mãe biológica; assim o documento passou a apresentar duas mães e um pai. A decisão de Juarez foi possível a partir da aplicação da doutrina da multiparentalidade, que é quando uma pessoa pode ter mais de um pai ou mãe, simultaneamente. Assim, os nomes dos pais biológicos permanecem, mas acrescenta-se na certidão o pai e/ou a mãe adotivos.
Ainda no mesmo ano, Juarez Azevedo indeferiu o pedido da defesa do goleiro Bruno Fernandes para cumprir a pena na APAC Nova Lima. Juarez Morais de Azevedo alegou que o condenado havia cometido falta grave na prisão, quando foi acusado de ameaçar dois detentos e um agente penitenciário em abril de 2013.  